# (2890) Vilyujsk
(2890) Vilyujsk est un astéroïde de la ceinture principale.

## Description
(2890) Vilyujsk est un astéroïde de la ceinture principale. Il fut découvert le 26 septembre 1978 à Naoutchnyï par Lioudmila Jouravliova. Il présente une orbite caractérisée par un demi-grand axe de 2,26 UA, une excentricité de 0,16 et une inclinaison de 6,6° par rapport à l'écliptique.

## Compléments